# لاله سیاه (فیلم ۱۹۶۴)
لاله سیاه (فرانسوی: La Tulipe noire‎) فیلمی در ژانر اکشن، ماجراجویی و کمدی است که در سال ۱۹۶۴ منتشر شد. از بازیگران آن می‌توان به آلن دلون، ویرنا لیزی، آکیم تامیروف، لائوریتا بالنسوئلا، ژرژ ریگاد و آدولفو مارسیاک اشاره کرد.